# NRK Super
NRK Super — детская телепрограмма Норвежского риксрадио, передачи ведутся по общему каналу с телепрограммой «НРК3» с 7 утра до 7 вечера.

## История
Передачи ведутся с 1 декабря 2007 года. Стоимость создания телеканала и лицензии варьировалась от 50 до 60 миллионов крон. Это был ответный шаг NRK после запуска Disney Channel в Норвегии, который вещал там уже несколько лет: главная телерадиокомпания страны не хотела терять детскую аудиторию и тем самым пошла на риск.
Охват вещания NRK в стране был 100-процентным, и часть детских программ выходила одновременно на новом NRK Super и главном телеканале NRK1. С 2010 года телеканал стал полностью независимым от других проектов Норвежской вещательной корпорации и вошёл во все телепакеты. С тех пор все детские программы выходят только на NRK Super.
С 4 января 2010 года на телеканале выходит выпуск новостей для детей «Supernytt» в 18:50.

## Программа передач
- 7:00—13:30 — программы и фильмы для детей 2—7 лет.
- 13:30—17:45 — программы и фильмы для детей 8—12 лет (передачи собственного производства и импортированные).
- 17:45—18:00 — программы «Sami» (на саамском языке) и «Tid for tegn» (телешоу с участием слабослышащих детей).
- 18:00—18:40 — программы и фильмы для детей 2—7 лет.
- 18:40—19:00 — программы и фильмы для детей 8—12 лет.

## Радиостанция NRK Super
С 16 октября 2007 года начала работу радиостанция, осуществляющая параллельное вещание в прямом эфире. Вещание ведётся с 6 до 21 часов. Часть радиопередач выходит на радиостанции NRK P1 по будням с 18:30 по 19:00 и по субботам с 19:00 по 20:00.